# Isho bar Nun
Ishoʿ bar Nun (Beth Gabbare, ca. 743 – Baghdad, 827) è stato un vescovo cristiano orientale e scrittore siro, vescovo di Ram Hormizd e patriarca della Chiesa d'Oriente tra l'823 e l'827.

## Biografia
Ishoʿ, figlio di Nun, nacque nel villaggio di Beth Gabbare, tra Ninive e Mosul, nella regione di Beth Nuhadra. Frequentò la scuola di Ba Shosh, presso Aqrah, ed ebbe come maestro il teologo Abraham bar Dashandad e come condiscepolo Timoteo, suo predecessore sul trono patriarcale di Baghdad.
Allontanato dal nord della Mesopotamia, visse per un certo periodo a Baghdad, dove fu precettore del figlio del medico di corte, di fede nestoriana, Giorgio ibn Masawayh. Visse, forse per trent'anni, nel monastero di Mar Elia presso Mosul.
Quando Timoteo divenne patriarca, lo nominò vescovo di Ram Hormizd, nel Beth Huzaye, dove è segnalato prima del 799/804; il patriarca lo volle trasferire poi alla sede metropolitana di Nisibi, ma il progetto non andò in porto per l'opposizione dei nisibeni.
Nel mese di luglio dell'823 fu eletto patriarca della Chiesa d'Oriente, grazie all'appoggio ottenuto da notabili nestoriani influenti, e pose la sua residenza, come i suoi predecessori, nel convento di Dayr al-Jāthalīq. Già molto anziano, morì dopo quattro anni di patriarcato nell'827 e fu sepolto nella chiesa del Dayr al-Jāthalīq (noto nelle fonti siriache con il nome di monastero di Klilisho).

## Opere
Diverse sono le opere attribuite a Ishoʿ bar Nun, ma solo una è conservata integralmente. Si tratta di un'opera esegetica, impostata su una serie di domande e risposte sull'Antico e il Nuovo Testamento. Molti testi di quest'esegesi sono confluiti nelle opere di Ishodad di Merv.
Altre opere note, di cui restano solo parti o frammenti sono:
- orazioni funebri
- alcune lettere
- frammenti di opere teologiche ignote
- canoni e decisioni giuridiche riguardanti principalmente il diritto matrimoniale ed ereditario
- un trattato di grammatica sugli omografi

Per altre opere sono noti solo i titoli:
- Divisione degli uffici ecclesiastici
- Commento a Gregorio di Nazianzo.